# لئون بینوش
لئون بینوش (انگلیسی: Léon Binoche; ۱۶ اوت ۱۸۷۸ – ۱ ژانویهٔ ۱۹۶۲) بازیکن راگبی ۱۵ نفره اهل فرانسه بود.